# Državni svet Slovaške republike
Državni svet Slovaške republike (slovaško Národná rada Slovenskej republiky, skrajšano NR SR) je parlament Slovaške. Je enodomni parlament s 150 poslanci, ki so izvoljeni na splošnih volitvah v skladu s proporcionalno zastopanostjo, pri čemer so sedeži vsaka štiri leta razdeljeni po metodi največjega preostanka s Hagenbach-Bischoffovo kvoto.
Slovaški parlament se od 1. oktobra 1992 imenuje Državni svet. Prej se je od leta 1969 kot parlament slovaškega dela Češkoslovaške imenoval Slovaški nacionalni svet (slovaško Slovenská národná rada).
Državni svet potrjuje domačo zakonodajo, ustavne zakone in letni proračun. Njegovo soglasje je potrebno za ratifikacijo mednarodnih pogodb, odgovoren je tudi za odobritev vojaških operacij. Voli tudi posameznike na nekatere položaje v izvršilni in sodni oblasti, kot jih določa zakon.
Stavba parlamenta je v Bratislavi, glavnem mestu Slovaške, poleg Bratislavskega gradu na Trgu Aleksandra Dubčka.

## Funkcije
150-članski enodomni Državni svet Slovaške republike je edino ustavno in zakonodajno telo Slovaške. Obravnava in sprejema ustavo, ustavne amandmaje in drugo zakonodajo ter potrjuje državni proračun. Voli nekatere funkcionarje, določene z zakonom, ter sodnike ustavnega sodišča in generalnega državnega tožilca. Pred njihovo ratifikacijo bi moral parlament potrditi tudi vse pomembne mednarodne pogodbe. Poleg tega daje soglasje za napotitev vojaških sil izven ozemlja Slovaške in za prisotnost tujih vojaških sil na ozemlju Slovaške republike.

## Odločanje
Parlament lahko glasuje le, če je navzoča večina vseh poslancev (76). Za sprejem odločitve je potrebna navadna večina vseh navzočih poslancev. S to relativno večino se lahko sprejmejo skoraj vsi pravni akti. Za izglasovanje nezaupnice vladi oziroma njenim članom oziroma za izvolitev in odpoklic predsednika ali podpredsednikov sveta je potrebna absolutna večina (76 glasov). Za sprejem ustave oziroma ustavnega zakona je potrebna kvalificirana večina 3/5 vseh poslancev (najmanj 90 glasov).

## Vodstvo
Državni svet Slovaške republike vodi predsednik skupaj s podpredsedniki.

## Volitve
Poslanci so izvoljeni neposredno za dobo štirih let, in sicer po proporcionalnem volilnem sistemu. Čeprav je volilna pravica splošna, je lahko izvoljen le državljan, ki ima volilno pravico, je dopolnil 18 let in ima stalno prebivališče v Slovaški republiki. Podobno kot na Nizozemskem in v Izraelu celotna država tvori eno veččlansko volilno enoto. Volilni prag je 5 odstoten. Volivci lahko izrazijo svoj glas znotraj polodprte liste.

## Stavba
Glavna stavba parlamenta se nahaja poleg Bratislavskega gradu na grajskem griču. Stavba je premajhna, da bi v njej lahko delovale vse uradne osebe in predstavniki. Gradnja se je začela leta 1986, ko je bila Slovaška del Češkoslovaške, kot stavba zveznega parlamenta, ki je običajno zasedal v Pragi. Sekundarna stavba parlamenta, hiša Župa, ki je bila glavna stavba do leta 1994, se nahaja na trgu Župné poleg trinitarne cerkve pod grajskim gričem v Bratislavi.